# Edaikodu
Edaikodu è una suddivisione dell'India, classificata come town panchayat, di 23.320 abitanti, situata nel distretto di Kanyakumari, nello stato federato del Tamil Nadu. In base al numero di abitanti la città rientra nella classe III (da 20.000 a 49.999 persone).

## Geografia fisica
La città è situata a 08° 23' 12 N e 77° 12' 02 E.

## Società

### Evoluzione demografica
Al censimento del 2001 la popolazione di Edaikodu assommava a 23.320 persone, delle quali 11.443 maschi e 11.877 femmine. I bambini di età inferiore o uguale ai sei anni assommavano a 2.439, dei quali 1.212 maschi e 1.227 femmine. Infine, coloro che erano in grado di saper almeno leggere e scrivere erano 18.272, dei quali 9.379 maschi e 8.893 femmine.